# The Cribs
The Cribs är en brittisk indierockgrupp från Wakefield. Bandet består av tvillingarna Gary Jarman och Ryan Jarman och deras yngre bror Ross Jarman samt Johnny Marr. 
Efter att bandet bildades 2003 har man bland annat släppt dessa album: The Cribs (2004), The New Fellas (2005) och Men's Needs, Women's Needs, Whatever (2007).
The Cribs är goda vänner med Leeds-bandet Kaiser Chiefs som de har turnerat tillsammans ett flertal gånger, bland annat vid 05 Rock 'n' Roll Riot Tour och Readingfestivalen 2006. I början av 2008 gick Johnny Marr, gitarristen från The Smiths med i The Cribs. Deras fjärde album Ignore the Ignorant släpptes första gången 7 september i Storbritannien. 
Den 11 april 2011, bekräftade bandet att Marr inte längre skulle vara en del av bandet, medan Marr också släppt ett uttalande som sade att han skulle jobba på solomaterial. Tidigare i år tillkännagav bandet sina planer att arbeta med sitt femte album efter sommarens festivalsäsong.

## Medlemmar
Nuvarande medlemmar
- Gary Jarman – basgitarr, sång (2000–)
- Ryan Jarman – gitarr, sång (2000–)
- Ross Jarman – trummor (2000–)

Tidigare medlemmar
- Johnny Marr – gitarr (2008–2011)

Turnerande medlemmar
- David Jones – gitarr (2011–2015)
- Michael Cummings – gitarr, keyboard, basgitarr (2015)
- Russell Searle – gitarr, keyboard (2015–)

## Bildgalleri

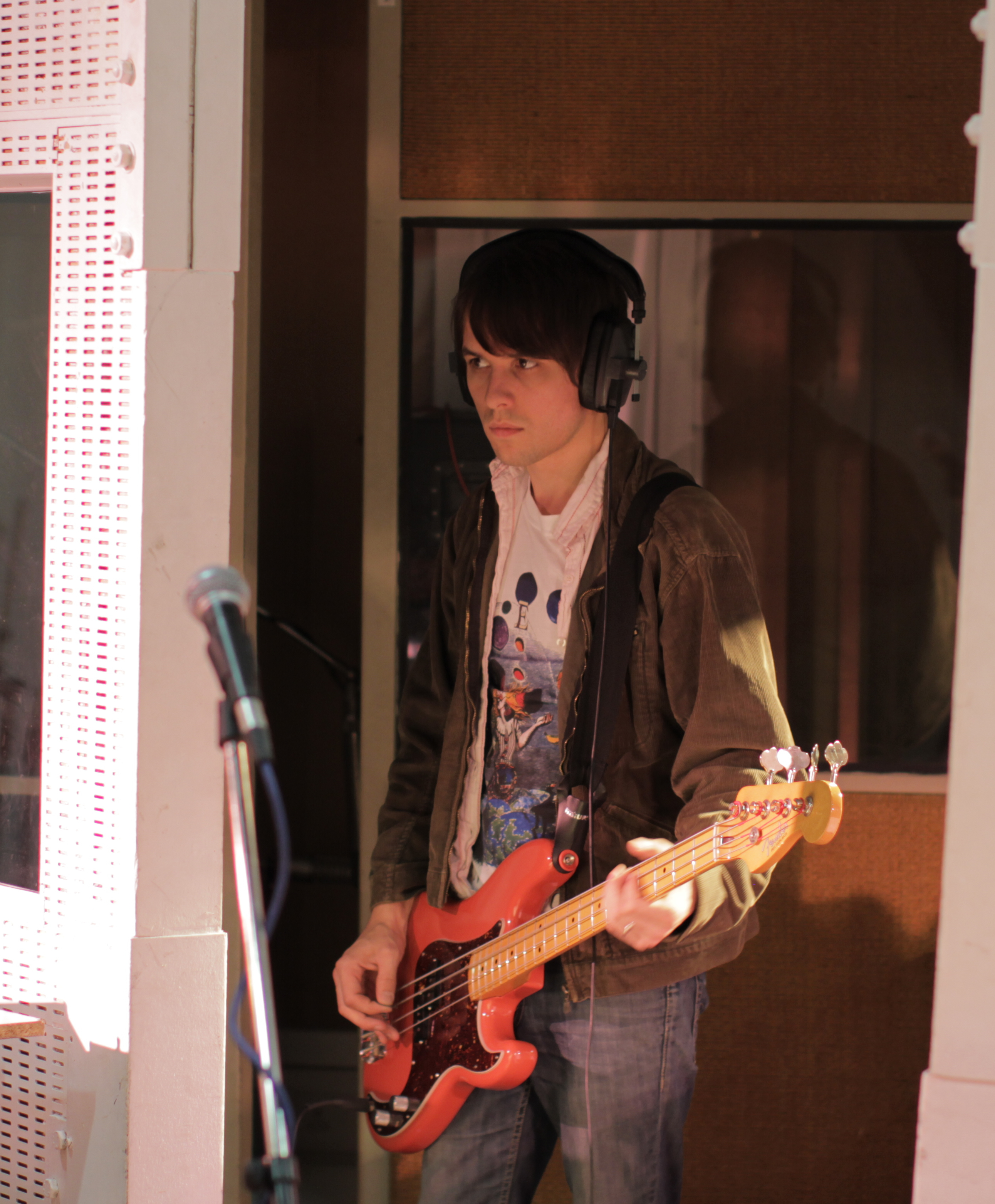
Gary Jarman i Abbey Road Studios
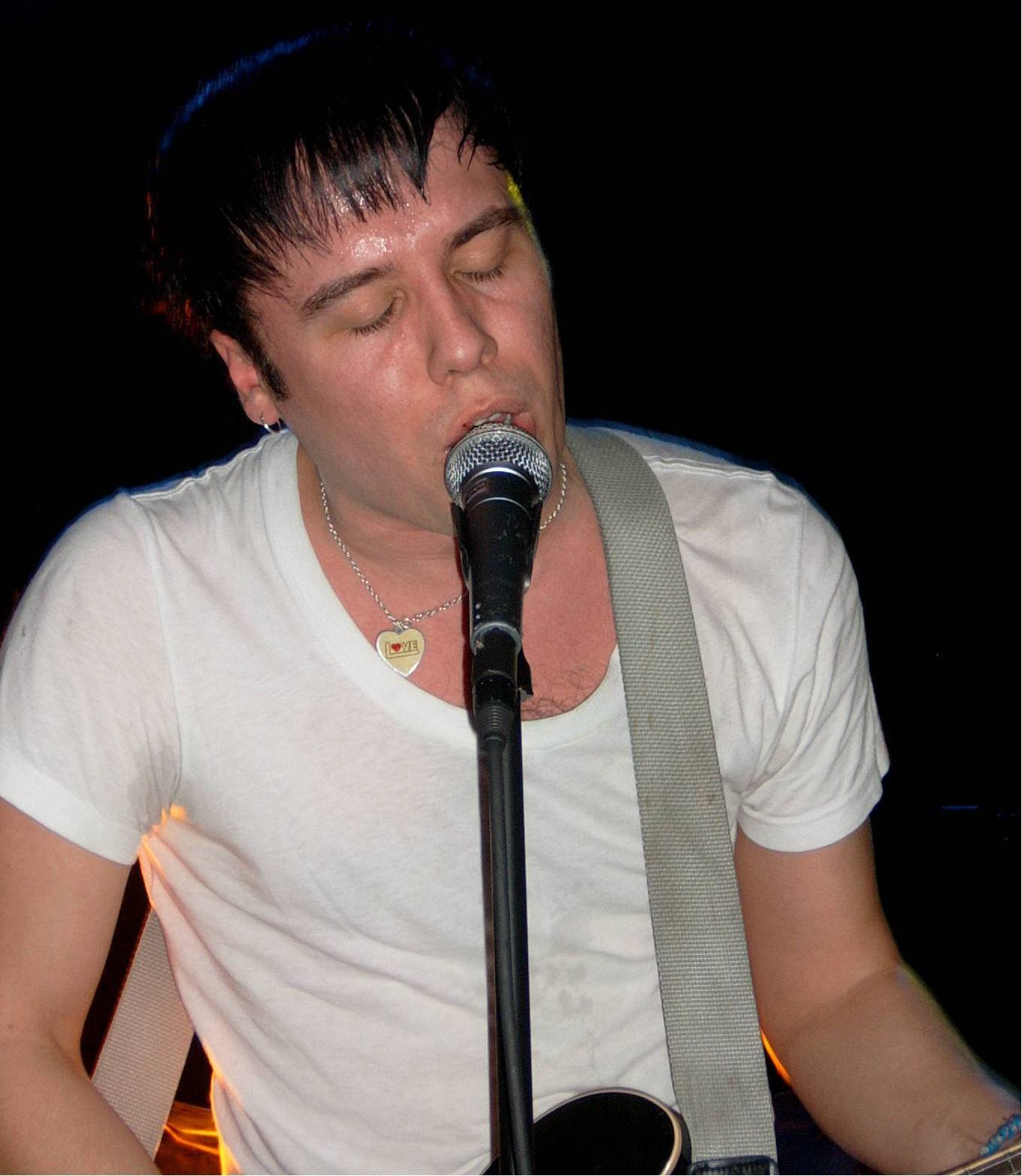
Ryan Jarman i 9:30 Club i Washington, D.C
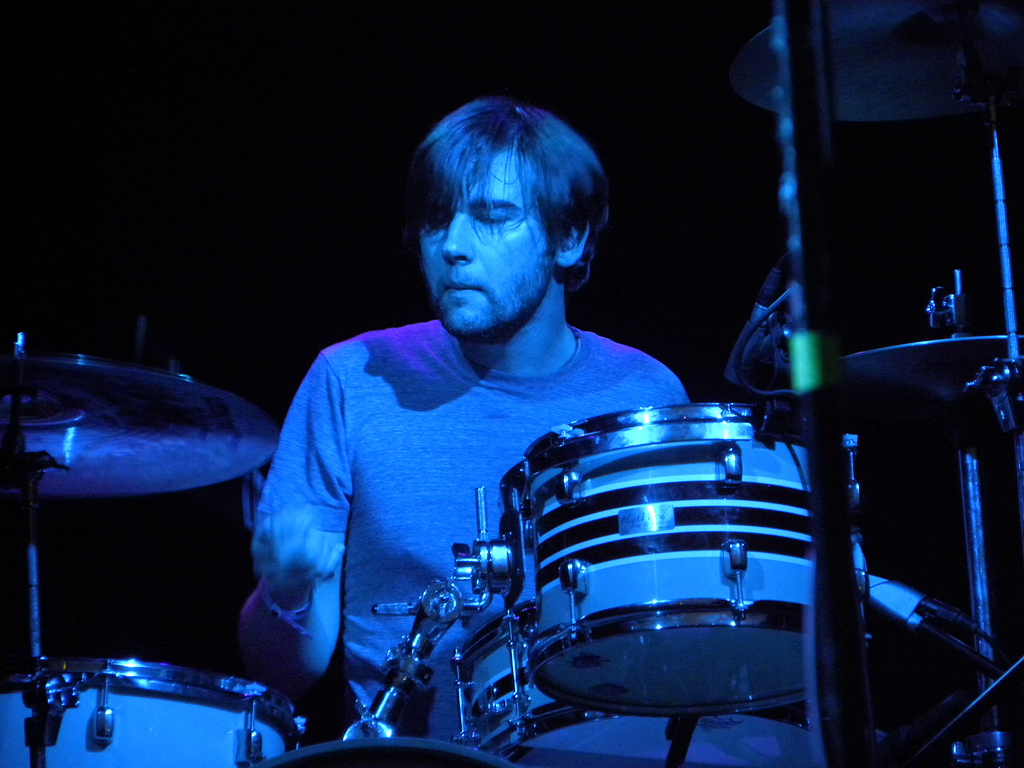
Ross Jarman

## Diskografi (urval)
Studioalbum
- 2005 – The Cribs
- 2005 – The New Fellas
- 2007 – Men's Needs, Women's Needs, Whatever
- 2009 – Ignore the Ignorant
- 2012 – In The Belly Of The Brazen Bull
- 2015 – For All My Sisters
- 2017 – 24-7 Rock Star Shit
- 2020 – Night Network

Samlingsalbum
- 2005 – Collectors Box Set Of Singles
- 2013 – Payola: 2002-2012
- 2013 – Payola (The Demos)

Singlar (topp 100 på UK Singles Chart)
- 2004 – "You Were Always the One" (#66)
- 2004 – "What About Me" (#75)
- 2005 – "Hey Scenesters!" (#27)
- 2005 – "Mirror Kissers" (#27)
- 2005 – "Martell" (#39)
- 2005 – "You're Gonna Lose Us" (#30)
- 2007 – "Men's Needs" (#17)
- 2007 – "Moving Pictures" (#38)
- 2007 - "Don't You Wanna Be Relevant?" / "Our Bovine Public" (#39)
- 2009 – "Cheat on Me" (#80)